# اتحاد المنظمات المجتمعية للإصلاح الفوري
اتحاد المنظمات المجتمعية للإصلاح الفوري «إيه سي أو آر إن» هو مجموعة دولية من المنظمات المجتمعية المستقلة التي تدافع عن حقوق الأسر ذات الدخل المنخفض والمتوسط، من خلال العمل على سلامة الأحياء السكنية وتسجيل الناخبين والرعاية الصحية وتوفير سكن بتكلفة مقدور عليها، وغيرها من القضايا الاجتماعية. كل هذه الجمعيات هي تابعة لاتحاد «إيه سي أو آر إن» الدولي.
تأسس الاتحاد عام 1970 من قبل واد راثك وغاري ديلجادو، في قمة نشاط أكورن لديها أكثر من 500.000 عضو ولها فروع في أكثر من 1200حي سكني في أكثر من 100 مدينة، في جميع أنحاء الولايات المتحدة. بالإضافة إلى مجموعات دعم في الأرجنتين وكندا والمكسيك وبيرو. تشير بقية هذه المقالة بالتحديد إلى نشاط الاتحاد في الولايات المتحدة الأمريكية، في حال الإشارة لغيرها سيوضح ذلك.
داخل الولايات المتحدة، أجرت «إيه سي أو آر إن» حملات تسجيل الناخبين، وعملت على إزالة الحواجز النظامية أمام تسجيل الناخبين من الطبقات الدنيا والعاملة.
عانى اتحاد «إيه سي أو آر إن» من كونه مثير للجدل غير البناء على مستوى البلاد في خريف عام 2009 بعد أن قام جيمس أوكيف وهانا جايلز بإنتاج ونشر مقاطع فيديو للتفاعل مع أفراد «إيه سي أو آر إن» ذوي الدخل المنخفض في العديد من مكاتبهم، إذ صور الإعلام هؤلاء الموظفين على أنهم يشجعون السلوك الإجرامي. وجدت تحقيقات متعددة على المستوى الاتحادي ومستوى الولايات والمقاطعات أن الأشرطة التي أُصدرت قد حُررت بشكل انتقائي لتصوير «إيه سي أو آر إن» على أنه اتحاد سلبي التأثير قدر الإمكان، وأنه لا يوجد في مقاطع الفيديو ما يبرر اتهامات جنائية ضد «إيه سي أو آر إن» أو موظفيه، وأن التسجيلات السرية تنتهك قوانين الخصوصية في ماريلاند وكاليفورنيا. وأجرى الاتحاد عمليات التدقيق الخاصة به وتعاون مع تحقيقات مع الموظفين، وأحال بعض الحالات إلى القضاء.
أثناء ذلك، تلقى الاتحاد خسارة فورية في التمويل من الوكالات الحكومية التي أبرم معه عقودًا، ومن المتبرعين الخاصين.
كانت خسارة التمويل مؤذية للغاية، وبحلول مارس 2010، أغلق بالفعل 15 فرعًا من أصل 30 فرع. وأعلن «إيه سي أو آر إن» أنه سيغلق الفروع الباقية في الولاية ويحلها. في 2 نوفمبر 2010، تقدمت مكاتبه في الولايات المتحدة بطلب للتصفية بموجب الفصل 7 من القانون، ما أدى إلى إغلاق المؤسسة بشكل فعال.
شكل أعضاء ومنظمو «إيه سي أو آر إن» منظمات جديدة في ثلاث ولايات على الأقل. 

## المنظمة
يتكون اتحاد «إيه سي أو آر إن» من عدد من الكيانات والشركات غير الربحية المتميزة قانونيًا، بما في ذلك منظمة شاملة على مستوى البلاد أُسست على أنها منظمات 501 (c)(3) غير الربحية (وهي المنظمات المعفاة من الضرائب حسب قانون الإيرادات الداخلية الذي يحمل نفس الرقم)، والتي قامت بأعمال الضغط؛ وهي من المفترض حسب القانون السابق أن تكون منظمات غير ربحية ومعفاة من الضرائب لعدم انتمائها الحزبي. تضمنت أولويات «إيه سي أو آر إن»: السكن الكريم وتحسين أجور الفقراء، والاستثمار بشكل أكبر في تنمية المجتمع من قبل البنوك والحكومات، وتحسين المدارس الحكومية العامة، واهتمت بالقضايا العمالية، وقضايا العدالة الاجتماعية. تابعت المنظمة هذه الأهداف من خلال التظاهر والتفاوض والضغط من أجل التشريع ومشاركة الناخبين.

## القضايا والأحداث

### الإقراض المفترس والسكن بأسعار ميسورة
حققت «إيه سي أو آر إن» في الشكاوى المرفوعة ضد الشركات المتهمة بممارسة الإقراض المفترس. عملت «إيه سي أو آر إن» أيضًا على دعم قوانين الولاية الصارمة ضد الإقراض المفترس، التي نظمت ضد عمليات الاحتيال على حبس الرهن، ووجهت المقترضين نحو طلب المشورة القانونية والمالية قبل أخذ القروض؛ بعد حملة مدتها ثلاث سنوات، قامت شركة هاوسهولد إنترناشيونال (المملوكة الآن لـ«إتش إس بي سي هولدينغز»، وأعيد تسميته «إتش إس بي سي إينانس كوربوريشن»)، وهي واحدة من أكبر المقرضين من فئة الرهن العقاري في البلاد، وأعلنت «إيه سي أو آر إن» في 25 نوفمبر 2003 عن تسوية مقترحة لقضية الدعوى الجماعية الوطنية لعام 2002 التي رفعتها «إيه سي أو آر إن». خلقت التسوية برنامج تجنب الرهن بقيمة 72 مليون دولار لتوفير الدعم للمقترضين من الأسر المعرضة لخطر فقدان منازلهم المرهونة. وجاءت التسوية في أعقاب تسوية سابقة بقيمة 484 مليون دولار بين الأسرة والمدعين العامين ومنظمي البنوك من جميع الولايات الأمريكية الخمسين.
دافعت «إيه سي أو آر إن» والشركات التابعة لها عن حق توفر الإسكان الميسور والعيش الكريم من خلال حثها على تطوير وتأهيل وإنشاء صناديق ائتمانية للإسكان على المستويات المحلية والولائية والاتحادية. دفع الاتحاد أيضًا إلى تطبيق متطلبات الإسكان الميسور للمطورين، وعززت البرامج لمساعدة مالكي المنازل على إصلاح منازلهم، وتنظيم مطالب المستأجرين. أعرب مسؤول من «إيه سي أو آر إن» عن تأييده لاقتراح قدمته هيلاري كلينتون خلال الانتخابات الرئاسية الأولية لعام 2008 لإنشاء صندوق فيدرالي لأصحاب المنازل المنكوبة.

### الحد الأدنى للأجور
تتطلب قوانين الحد الأدنى للأجور في الشركات الخاصة التي تتعامل مع الحكومة أن تدفع لعمالها أجرًا يمكّنهم من توفير الضروريات الأساسية للعيش الكريم. ساعدت منظمة «إيه سي أو آر إن» في إقرار قوانين الحد الأدنى للأجور المحلية في 15 مدينة بما في ذلك شيكاغو، ونيو ويستمنستر، وكولومبيا البريطانية، وأوكلاند، ودنفر، ومدينة نيويورك. احتفظت «إيه سي أو آر إن» بموقع على شبكة الإنترنت يوفر المساعدة الاستراتيجية واللوجستية حول هذه المسألة للمؤسسات على مستوى البلاد.

### إغاثة منكوبي إعصار كاترينا
قام أعضاء «إيه سي أو آر إن» في جميع أنحاء البلاد، وخاصة في منطقة الخليج الكاريبي، بتنظيم حملات لجمع الأموال وتنظيمها، لضمان تلقي ضحايا إعصار كاترينا المساعدة ليتمكنوا من العودة إلى المناطق المتأثرة. قامت بإعادة بناء أكثر من 1850 منزلًا بمساعدة المتطوعين. تُعد جمعية «إيه سي أو آر إن» الناجين من إعصار كاترينا التي تشكلت في أعقاب الإعصار أول مؤسسة على المستوى الوطني للناجين من كاترينا، وتعمل من أجل معاملة عادلة للمنكوبين. نُقل المواطنون النازحون إلى المدينة لإجراء الانتخابات الأولية والعامة في نيو أورليانز. بحلول نوفمبر 2007، قالت المنظمة إن خدمات الإسكان لديها ساعدت أكثر من 2000 من أصحاب المنازل المتضررين من العاصفة. تعمل المنظمة غير الربحية رسميُا مع المدينة على إعادة الإعمار.

### التعليم
دعمت «إيه سي أو آر إن» إصلاح التعليم، وعادة في شكل تنظيم مجموعات الأحياء السكنية و«المجتمع» أو «مدارس «إيه سي أو آر إن»». في شيكاغو، دعت «إيه سي أو آر إن» إلى وجود مدرس بشهادة معتمدة في كل فصل دراسي. في كاليفورنيا، وثقت المنظمة الحاجة إلى الكتب المدرسية وإصلاح المدارس. تعمل «إيه سي أو آر إن» مع نقابات المعلمين للحصول على تمويل لبناء المدارس، ومزيد من التمويل للمدارس نفسها. تدعم «إيه سي أو آر إن» أيضًا إصلاح المدارس و«إنشاء مدارس عامة بديلة» مثل المدارس المستأجرة. عارضت «إيه سي أو آر إن» خصخصة بعض مدارس مدينة نيويورك، مفضلة خطة لإنشاء مدرسة خاصة بها. يشدد نموذج «إيه سي أو آر إن» المقترح للمدارس على جعل الفصول الدراسية صغيرة وإشراك أولياء الأمور والمدرسين المؤهلين و«المناهج الموجهة نحو خدمة المجتمع».

### تسجيل الناخبين
منذ ثمانينات القرن الماضي، أجرت المنظمة حملات تسجيل واسعة النطاق للناخبين، ركزت في المقام الأول على تسجيل المواطنين الفقراء والأقليات. خلال موسم انتخابات عام 2008، جمعت المنظمة أكثر من 1.3 مليون استمارة تسجيل للناخبين في 21 ولاية. وُضعت علامة على بعض نماذج التسجيل هذه بواسطة المدققين الداخليين لمنظمة «إيه سي أو آر إن» لمراجعتها من قبل مسؤولي الانتخابات. قدّر تصويت المشروع أن .000400 تسجيل جمعت بواسطة «إيه سي أو آر إن» قد رُفضت في النهاية، وكان ذلك لأن الغالبية العظمى من الأصوات والتسجيلات كانت مكررة ومقدمة من نفس المواطنين. (هذه أيضًا مشكلة شائعة في خدمات تسجيل الناخبين الحكومية، وفقًا لتقارير حول قانون تسجيل الناخبين الوطنيين من قبل لجنة المساعدة الانتخابية الأمريكية). كان هناك عدد غير معروف من التسجيلات احتيالية، ولكن قدرت «بروجيكت ڤوت» أن نسبة مئوية قليلة فقط كانت بناءً على السنوات الماضية وعينات من بعض الأحداث في عام 2008. لم يوثق أي مسؤول في الولايات التي أجريت فيها حملات تسجيل الناخبين أعدادًا كبيرة من التسجيلات الاحتيالية. قدر مشروع التصويت أن 450.000 من التسجيلات التي جمعتها «إيه سي أو آر إن» مثلت ناخبين لأول مرة، في حين كانت البقية عبارة عن تغييرات في العنوان مقدمة من المواطنين الذين يقومون بتحديث عناوينهم.